# Бритиш Телеком
Бритиш Телеком Груп (на английски: BT Group plc, търговско наименование: BT) е холдингово дружество, собственост на компанията Бритиш Телекомюникейшънс (British Telecommunications), британска мултинационална корпорация, която предоставя телекомуникационни услуги и чиито главни офиси се намират в Лондон. Компанията работи в 170 държави.

## История
През 1846 г. е основана компанията Electric Telegraph, която започва да разгръща комуникационни инфраструктури в цяла Великобритания и всъщност представлява първоизточник за British Telecom. През 1912 г. Главната пощенска служба става монополист в телекомуникациите във Великобритания. Законът за пощенските власти от 1969 г. преобразува Главната пощенска служба от правителствен отдел в публична корпорация. През 1980 г. British Telecom е основан и търгуван от името на British Telecom. През 1981 г. тя е отделена от Пощенската служба и се превръща в независима организация. През 1984 г. British Telecom беше приватизирана и 50% от акциите ѝ бяха продадени на инвеститорите. През 1991 и 1993 г. държавата е продала останалата част от собствеността си. British Telecom е регистриран на Лондонската фондова борса и на Нюйоркската фондова борса.